# Sture Lindgren

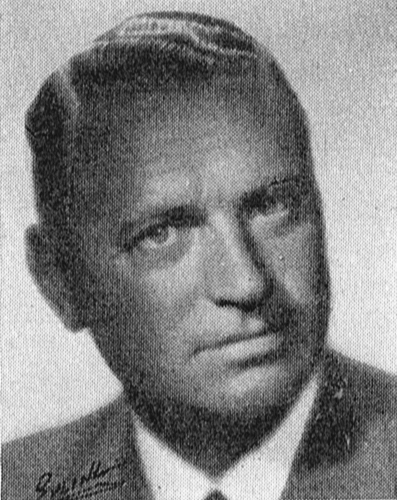
Sture Lindgren

Nils Sture Lindgren (* 3. November 1898 in Malmö; † 15. Juni 1952 in Stockholm) war ein schwedischer Manager.
Lindgren machte nach dem Schulabschluss 1917 eine Ausbildung bei Frans Schartaus Handelsinstitut. 1920 begann er seine Tätigkeit beim königlichen Automobilclub (Kungliga Automobilklubben), wo er Bürochef wurde. Lindgren wurde 1941 Direktor des Autofahrerverbandes Motormännens Riksförbund. 1943 wurde er Herausgeber der Zeitschrift Motor.
Er war bis zu seinem Tod 1952 der Ehemann von Astrid Lindgren und mit dieser in zweiter Ehe verheiratet, 1934 wurde die gemeinsame Tochter Karin Nyman geboren.